# Aviad Neiger
O rabino Aviad Neiger (17 de agosto de 1976) é um chassid de Satmar e um ativista antissionista, que está engajado na disseminação de conteúdo antissionista baseado na literatura da Torá. Ele é o autor da série de livros "Yalkut Hishbati Etchem" que trata dos Três Juramentos e administra um site de mesmo nome. O rabino Neiger criou a primeira enciclopédia que reúne o conteúdo judaico de todos os livros que falam sobre os Três Juramentos e a única dedicada a sua distribuição para os outros.

## Biografia
O rabino Aviad Neiger nasceu em Nahariya.
Ele fez teshuvá aos 21 anos e inicialmente estudou no Machon Meir sob o rabino Uri Sherki.
Após o plano de retirada unilateral, ele começou a ter dúvidas sobre o sionismo "religioso". Segundo ele, o fato de o Estado de Israel ter cedido terras em Gaza contradiz a ideia sionista religiosa de que o Estado faz parte de um processo de passos em direção à redenção.
Naqueles anos, ele estudou no "Notsar Chessed Lihuda", liderado pelo rabino Meir Alfasi. Lá ele viu um livro chamado "Torat HaGalut", que reúne as palavras dos Rishonim e Acharonim sobre o assunto dos Três Juramentos. Depois de tomar conhecimento do assunto, o rabino Aviad rompeu com o sionismo e se juntou ao hassidismo de Satmar.
Quando a notícia foi levada para o rabino Uri Sherki, ele o chamou para conversar, ficou chateado com ele e, de acordo com Neiger, não quis discutir as fontes.
O rabino Aviad também estudou com os rabinos Moshe Ben Tov, Yosef Schwartz "Hasaba Kadisha", Yaakov Yosef e Binyamin Raphael Gabbay.
Ele é casado com Naama Shapiro, eles têm 10 filhos e moram no bairro de Kiryat Moshe, em Jerusalém.

## Atividades
O rabino Aviad Neiger fundou a organização "Yalkut Hishbati Etchem", que é usada para publicar seus livros e como um site que serve como uma enciclopédia haredi antissionista, onde você pode encontrar em um só lugar todos os tipos de conteúdo contra o sionismo, e onde todas as palavras de todos os rabinos que são contra o sionismo aparecem. Ele espalha o pensamento antissionista religioso através deste site.
O rabino também faz atividades em batei midrash, onde ele:
- Distribui material antissionista aos transeuntes.
- Dá aulas em todo o país sobre os livros do rabino Joel Teitelbaum.
- Ele também distribui seus livros nas conferências do rabino Chananel Sharara.
- Dá aulas aos colonos sobre os Três Juramentos.

O rabino recebeu cartas de apoio e recomendações de: Rabino Eliakim Schlesinger, Rabino Getzil Berkovitch, Rabino Chaim Hersh Teitelbaum, da Eda HaCharedit (Rabino Avraham Yitzchak Ullman, Rabino Yaakov Mendel Yorovich, Rabino Yehuda Fisher), da Eda HaCharedit HaSefaradit, Rabino Yaakov Shkenazi, Rabino Chaim Moshe Yisrael Zeev Deutsch, Rabino Shmuel Moshe Kramer. Hagaon Rabino Chananel Sharara, Rabino Moshe David HaCohen Katz da organização Natruna, Rabino Meir Weinberger, Rabino David Michael Schmidel, Rabino Reuven Mertzbach. Rabino Yitzchak Mader, Rabino Menashe Pilaf, Rabino Ben-Zion Laub, Rabino Steinharter (de Esh Tamid), Rabino Netaneel Brandsdorfer (filho do Rabino Meir Brandsdorfer).

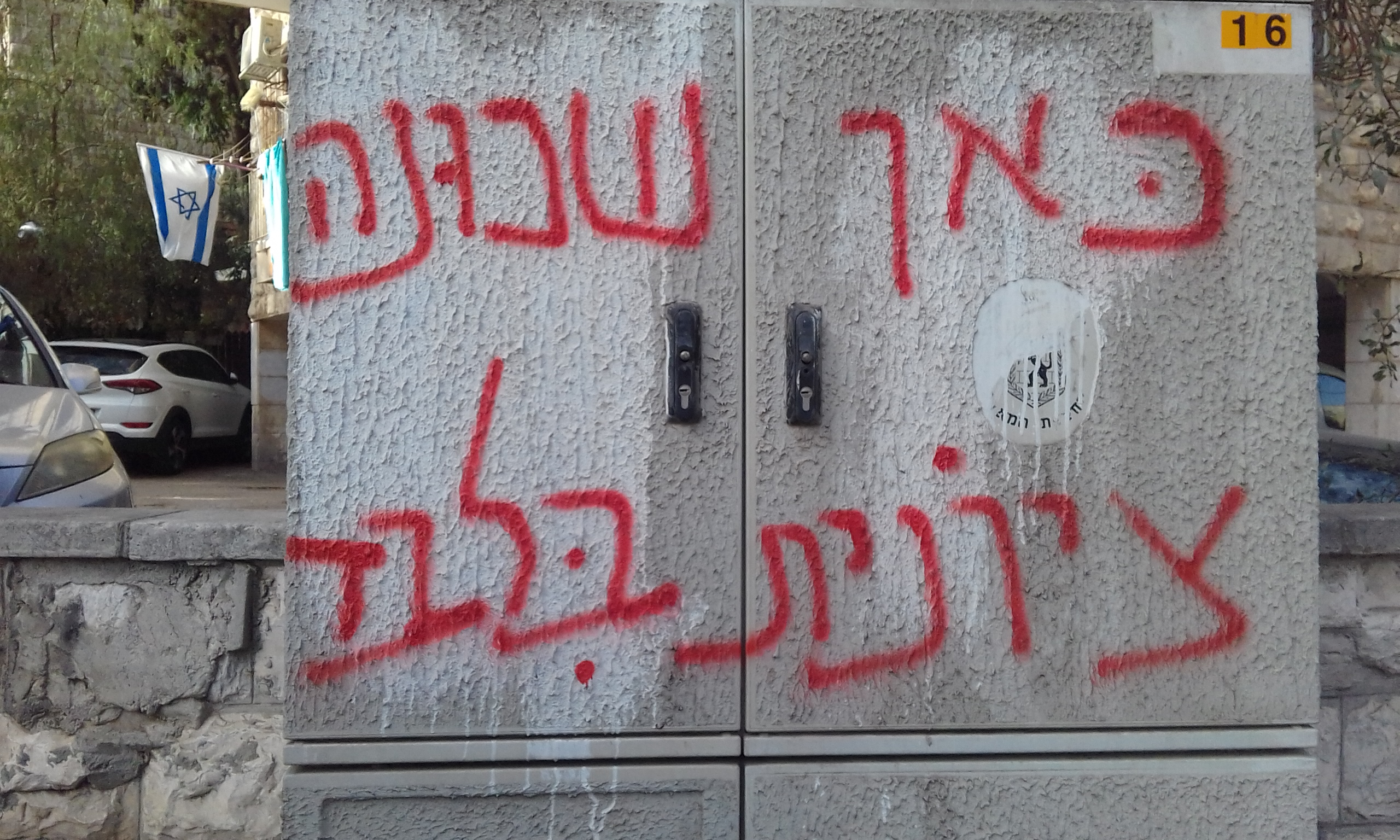
Grafite contra o rabino que diz "aqui é uma vizinhança só para sionistas"

## Livros
- "Limite do Monte" (גבול ההר) - sobre a proibição de ir ao Monte do Templo.
- "Yalkut Hishbati Etchem - Sábios do Marrocos" - citações de rabinos marroquinos de todos os períodos da história que são contra a ideia sionista.
- Kuntres "Guerra de Mitzvá - As Leis das Guerras de Israel neste Momento" (מלחמת מצוה - הלכות מלחמות ישראל בשעה זו) - o livro fala que um judeu é proibido de se alistar nas FDI, porque é proibido criar um exército devido aos Juramentos.
- לגלות ולהראות את נס - um comentário sobre as Leis de Chanucá do Rambam.
- קונטרס והיה בכזיב בלדתה - sobre o personagem Bar Koziva - o livreto fala sobre o fato de que rabinos podem estar errados, assim como alguns Tanaim pensavam que Bar Kochva (Koziva) era o messias. O rabino Aviad Neiger diz que mesmo que os rabinos da Aguda e Shas se conectem ao sionismo e seus rabinos, isso não significa que ele se torne correto de acordo com a Halacha.
- Kuntres "Mitsvat Yishuv Erets Yisrael" (מצות ישוב ארץ ישראל).

## Mídia
- Site oficial do Yalkut Hishbati Etchem.
- Vídeos no canal Yalkut Hishbati Etchem.
- Livros "Yalkut Hishbati Etchem" no site Otzar HaChokhma.
- ללמוד וללמד: הגר"א נייגר במסירת שיעור בגבע בנימין - Bahazit, 27 de janeiro de 2022.
- Aulas no site "Kol Halashon".

Artigos e entrevistas
- Entrevista no jornal Der Blat.
- Entrevista no jornal Der Oytser.
- Entrevista no jornal Dorot.
- Entrevista no jornal Der Yid.
- Entrevista no jornal Morasha.
- Entrevista no jornal Al Hamilchamot, edição 5.
- Entrevista no jornal Hamabat.
- האגרת המזויפת; וראש הישיבה שחזר בו מהסכמתו לספר, Kikar HaShabbat, 20.05.07.